# ناوروي
ناوروي (بالفرنسية: noʁwa)‏ هي إحدى البلديات في مقاطعة أن في أوت دو فرانس في شمال فرنسا.